# Ali Kaya
Ali Kaya (Kenia, 20 de abril de 1994) es un atleta turco de origen keniano, especialista en la prueba de 10000 m en la que llegó a ser subcampeón europeo en 2016.

## Carrera deportiva
En el Campeonato Europeo de Atletismo de 2014 ganó la medalla de bronce en los 10000 metros, con un tiempo de 28:08.72 segundos que fue su mejor marca personal, llegando a meta tras los corredores británicos Mo Farah y Andy Vernon.
Dos años después, en el Campeonato Europeo de Atletismo de 2016 ganó la medalla de plata en la misma distancia, con un tiempo de 28:21.42 segundos, llegando a meta tras su compatriota el también turco Polat Kemboi Arıkan y por delante del español Antonio Abadía (bronce).